# Заходский сельсовет
Заходский сельсовет — упразднённая административно-территориальная единица Шкловского района Могилёвской области Белоруссии. Сельсовет упразднён в ноябре 2013 года. Территория и населённые пункты упразднённого сельсовета включены в состав Фащевского сельсовета.

## Состав
В составе сельсовета на момент упразднения находились 13 населённых пунктов:
- Бель — деревня.
- Дубровка-2 — деревня.
- Евдокимовичи — деревня.
- Завороты — деревня.
- Заходы — деревня.
- Локути — деревня.
- Николаевка — деревня.
- Новоселье — деревня.
- Озерье — деревня.
- Островец — деревня.
- Плещицы — деревня.
- Подгайцы — деревня.
- Пруды — деревня.